# Coordinate trilineari
In geometria, le coordinate trilineari di un punto relative a un triangolo dato descrivono le distanze proporzionali dai tre lati del triangolo.  Sono un esempio di coordinate omogenee.

## Esempi
L'incentro ha coordinate trilineari 1 : 1 : 1; cioè, le distanze dai lati BC, CA, AB del triangolo ABC sono proporzionali alle distanze reali, le quali formano la tripletta ordinata (r, r, r), dove r è l'inraggio del triangolo ABC.  Nota che la notazione x:y:z usando i doppi punti distingue le coordinate trilineari dalle reali distanze, (kx, ky, kz), che è la notazione usuale per una tripletta ordinata, e che può essere ottenuta da x : y : z usando il numero
{\displaystyle k={\frac {2\sigma }{ax+by+cz}}}
dove a, b, c sono rispettivamente le lunghezze BC, CA, AB, e σ = area di ABC.  (La "Notazione con la virgola" per le coordinate trilineari dovrebbe essere deprecata, poiché la notazione (x, y, z), che indica una tripletta ordinata, non permette, per esempio, (x, y, z) = (2x, 2y, 2z), mentre la "Notazione con i doppi punti" permette( x : y : z) = (2x : 2y : 2z.)
Siano A, B, e C i vertici di un triangolo, o i corrispondenti angoli su questi vertici. Le coordinate trilineari per alcuni punti notevoli sono:
- A = 1 : 0 : 0
- B = 0 : 1 : 0
- C = 0 : 0 : 1
- incentro = 1 : 1 : 1
- baricentro = bc : ca : ab = 1/a : 1/b : 1/c = csc A : csc B : csc C.
- circocentro = cos A : cos B : cos C.
- ortocentro = sec A : sec B : sec C.
- Centro della circonferenza di Feuerbach = cos(B − C) : cos(C − A) : cos(A − B).
- Punto di Lemoine = a : b : c = sin A : sin B : sin C.
- A-excentro = −1 : 1 : 1
- B-excentro = 1 : −1 : 1
- C-excentro = 1 : 1 : −1

## Formule
Le coordinate trilineari permettono molti metodi algebrici per la risoluzione di problemi relativi alla geometria del triangolo.  Per esempio, tre punti 
P = p : q : r
U = u : v : w
X = x : y : z
sono collineari se e solo se il determinante
{\displaystyle D={\begin{bmatrix}p&q&r\\u&v&w\\x&y&z\end{bmatrix}}.}
è uguale a zero.  Il perché di questo si ha poiché le rette
pα + qβ + rγ = 0
uα + vβ + wγ = 0,
xα + yβ + zγ = 0
concorrono in un punto se e solo se D = 0.
Molte cubiche sono facilmente rappresentabili usando le coordinate trilineari.  Per esempio:
Cubica di Thomson: Z(X(2),X(1)), dove X(2) = baricentro, X(1) = incentro
Cubica di Feuerbach: Z(X(5),X(1)), dove X(5) = Punto di Feuerbach
Cubica di Darboux: Z(X(20),X(1)), dove X(20) = Punto di De Longchamps

## Conversioni
Un punto con coordinate trilineari α : β : γ ha coordinate baricentriche aα : bβ : cγ dove a, b, c sono le lunghezze dei lati del triangolo.  Similmente, un punto con coordinate baricentriche α : β : γ ha coordinate trilineari α/a : β/b : γ/c.
Vi sono formule per passare dalle coordinate trilineari alle coordinate cartesiane. Dato un triangolo di riferimento ABC si esprime la posizione del vertice B in termini di una coppia ordinata di coordinate cartesiane e si rappresenta questo algebricamente come un vettore a usando il vertice C come origine. Similmente si definisce la posizione del vettore del vertice A come b. Quindi ogni punto P associato con il triangolo di riferimento ABC può essere definito in un sistema Cartesiano a due dimensioni come il vettore p = αa + βb. Se questo punto P ha coordinate trilineari x : y : z la formula di conversione sarà la seguente:
{\displaystyle x:y:z={\frac {\beta }{a}}:{\frac {\alpha }{b}}:{\frac {1-\alpha -\beta }{c}}}
o alternativamente:
{\displaystyle \alpha ={\frac {by}{ax+by+cz}}{\mbox{ e }}\beta ={\frac {ax}{ax+by+cz}}.}